# Kazimierz Friedel
Kazimierz Piotr Friedel (ur. 30 czerwca 1938 w Cieszynie, zm. 26 lutego 2023 we Wrocławiu) – polski inżynier elektronik. Absolwent Politechniki Wrocławskiej. Od 1995  profesor na Wydziale Elektroniki, a następnie od 2002 na Wydziale Elektroniki Mikrosystemów i Fotoniki Politechniki Wrocławskiej.
Syn Teofila i Ewy. W 1997 został odznaczony Krzyżem Kawalerskim Orderu Odrodzenia Polski.
Zmarł 26 lutego 2023 roku i został pochowany na cmentarzu Grabiszyn we Wrocławiu(Pole 27,Grób 443).